# Pongrácz Lajos (gyógyszerész)
Pongrácz Lajos (Gádoros, Békés vármegye, 1884. június 9. – Bátaszék, 1940. szeptember 14.) magyar gyógyszerész, országgyűlési képviselő.

## Élete
1884-ben született a Békés megyei Gádoroson, római katolikus vallásban. A budapesti Pázmány Péter tudományegyetemen szerzett gyógyszerész oklevelet, melynek birtokában Bátaszéken nyitott gyógyszertárat. Röviddel ezután bekapcsolódott Tolna vármegye társadalmi életébe: tagja lett a megye törvényhatósági bizottságának és a közigazgatási bizottságnak, valamint a kisgyűlésnek is, a politikai élettel pedig már 1910-ben kapcsolatba került.
Választókerületi elnökké választották a Magyar Élet Pártja (MÉP) szekszárdi szervezetében, elnöke volt a bátaszéki kaszinónak, a helyi levente- és cserkész egyesületeknek, díszelnöke a Polgári Lövészegyletnek, elnöke a Magyarországi Gyógyszerészegyesület Tolna megyei és Bajavidéki kerületének, illetve tagja volt a Magyarországi Gyógyszerész Egyesület központi igazgatóságának és választmányának is. A Bátaszék-Sárközi Takarék és Hitelbank Rt. vezérigazgatója, a Bátaszéki Önkéntes Tűzoltó Testületnek pedig parancsnoka volt. Az 1939-es országgyűlési választásokon parlamenti mandátumot is szerzett a MÉP Tolna megyei listájáról.